# Gräsbackkojan
Gräsbackkojan är ett naturreservat i Härjedalens kommun i Jämtlands län.
Området är naturskyddat sedan 2017 och är 157 hektar stort. Reservatet omfattar en sträcka av ån Gönan och åsryggar med dödisgropar. Reservatet består av gammal tallskog.